# روسف هوهانیسیان
روسف هوهانسی هوهانیسیان (ارمنی: Ռուսեթ Հովհաննեսի Հովհաննիսյան؛  زادهٔ ۱۵ اوت ۱۹۰۷ - درگذشته ۲۴ فوریهٔ ۱۹۷۱) یک تاریخ‌نگار ادبی و استاد اهل ارمنستان بود.

## زندگی‌نامه
در ۱۵ اوت ۱۹۰۷ در ادرمیت به دنیا آمد و از دانشکده تاریخ دانشگاه دولتی ایروان (۱۹۳۰) و انستیتو تاریخ، فلسفه، ادبیات و زبان لنینگراد فارغ‌التحصیل شد. وی در دانشگاه دولتی ایروان و حزب کمونیست ارمنستان (اتحاد شوروی) فعالیت می‌کرد. وی عضو اتحادیه نویسندگان اتحاد شوروی (۱۹۴۹) بود. وی به زبان‌های زبان ارمنی و زبان روسی تسلط داشت. وی همچنین برنده دانشمند شایسته ارمنستان شوروی (۱۹۶۵) و نشان برجسته افتخار شده است. وی در ۲۴ فوریهٔ ۱۹۷۱ در سن ۶۳ سالگی در ایروان درگذشت و در آرامستان مرکزی ایروان (توخماخ) به خاک سپرده شد..

## یادداشت
1. ↑  բանասիրական գիտությունների դոկտոր